# 외리안스 발
외리안스 발(스웨덴어: Örjans Vall)은 스웨덴 할름스타드에 위치한 축구 경기장으로, 1922년 7월 30일에 개장했다. 할름스타드 BK의 홈구장으로 사용되고 있으며 15,500명을 수용할 수 있다. 1958년 FIFA 월드컵 경기장으로 선정되었다.